# Bradley (Dakota del Sud)
Bradley è un centro abitato (town) degli Stati Uniti d'America, situato nella contea di Clark nello Stato del Dakota del Sud. La popolazione era di 72 persone al censimento del 2010.

## Storia
Il nome della città, Bradley, è un omaggio a E.R. Bradley, che ha salvato un capo ingegnere della ferrovia da una rissa in città.

## Geografia fisica
Bradley è situata a 45°05′20″N 97°30′38″W (45.089009, -97.641753).
Secondo lo United States Census Bureau, ha un'area totale di 0,25 miglia quadrate (0,65 km²).

## Società

### Evoluzione demografica
Secondo il censimento del 2010, c'erano 72 persone.

### Etnie e minoranze straniere
Secondo il censimento del 2010, la composizione etnica della città era formata dal 100,0% di bianchi.